# Глотов, Иван Иванович
Иван Иванович Гло́тов (21 августа 1908 — 11 февраля 1994) — доктор технических наук, профессор, лауреат Сталинской премии.

## Биография
Родился 21 августа 1908 года в Кустанае (ныне Казахстан) в семье служащих.
Окончил 9 классов (1926), физико-математический факультет Тверского педагогического института (1930) и аспирантуру НИИ физики МГУ, в 1933 году защитил диссертацию на соискание ученой степени кандидата физико-математических наук.
В 1933—1934 годах помощник декана физического факультета МГУ по учебной работе. В 1934—1937 годах — научный сотрудник II разряда НИИ физики МГУ и по совместительству в 1935—1938 годах — ассистент кафедры электрических явлений в газах под руководством профессора Н. А. Капцова. 
С 1938—1942 годах доцент кафедры ионных и электронных процессов физического факультета МГУ. Доцент кафедры «Электрические явления в газах» (1939).
В 1942—1946 годах старший оперуполномоченный ОКР «СМЕРШ», лейтенант. В 1946 году вернулся на физический факультет МГУ для продолжения научной и преподавательской работы.
В 1948 году приказом по министерству высшего образования откомандирован в распоряжение первого главного управления (ПГУ) при совмине СССР для работы в КБ-11 (ВНИИЭФ) в Арзамас-16.
С 1948—1957 годах старший научный сотрудник, зам.начальника отдела 32. Участник советского ядерного проекта.
С 1957—1971 годах возглавлял физический сектор №4 на 21-й площадке организованный выдающимся экспериментатором, физиком – ядерщиком В. А. Давиденко. В составе нескольких подразделений, руководимых В. А. Давиденко, В. А. Александровичем, А. Я. Апиным, Ю. Б. Харитоном и другими, участвовал в создании кумулятивного высокоэффективного импульсного нейтронного запала ядерного заряда.
В 1953 году участвовал в решении научных аспектов проблемы запуска в эксплуатацию оборудования спецпроизводства, которым лично руководил И. В. Курчатов, занимался разработкой технологии изготовления деталей из дейтерида и тритида лития. В 1957 году назначен начальником физического (научно-исследовательского) сектора № 4 (сменил в этой должности В. А. Давиденко).
Доктор технических наук (1958). Профессор (1963).
Избирался членом Горкома КПСС и депутатом областного совета в (1959—1961). 
Преподавал общую физику в Саровском филиале МИФИ. 
В 1971 году вышел на пенсию и уехал в Москву.
Автор 8 открытых научных работ по физике газового разряда и 80 закрытых отчетов по атомной проблематике.
Похоронен в Москве в закрытом колумбарии Николо-Архангельского кладбища (секция №77).
- жена — Глотова Антонина Григорьевна
- сын| — Глотов Владимир Иванович
- дочь — Глотова Галина Ивановна

## Признание
- Сталинская премия второй степени (1953) — за работы по технической физике, связанные с созданием изделия РДС-6с
- три ордена Трудового Красного Знамени(в т. ч. 11.9.1956)
- медаль «За трудовое отличие» (1953).